# پرستشگاه سرخ‌دم لری
پرستشگاه سرخ‌دم لری مربوط به عصر مفرغ ـ دوره تاریخی است و در شهرستان کوهدشت، بخش مرکزی، دهستان کوهدشت جنوبی، روستای سرخ‌دم لری واقع شده و این اثر در تاریخ ۸ بهمن ۱۳۸۵ با شمارهٔ ثبت ۱۷۰۹۰ به عنوان یکی از آثار ملی ایران به ثبت رسیده‌است.